# Petrarca Rugby 2007-2008

## Competizioni

### Competizioni nazionali
- Super 10 2007-2008
- Coppa Italia 2007-2008

### Coppe europee
- European Challenge Cup 2007-2008